# Келль, Лев Николаевич
Лев Никола́евич Келль (19 ноября 1912, Тихвин — 17 июля 1978, Ленинград) — советский горный инженер-маркшейдер, доктор технических наук, профессор, ректор Ленинградского горного института (1963—1978).

## Биография
Родился в семье геодезиста Н. Г. Келля в 1912 году. В 1916—1922 годах с семьей жил в Екатеринбурге.
В 1934 году окончил с отличием Ленинградский горный институт по специальности «маркшейдерское дело». В 1933—1935 годах работал инженером Ленинградского отделения горно-маркшейдерского бюро, в частности, выполняя работы на Тихвинском алюминиевом комбинате. В 1935 году был призван на одногодичную срочную службу, которую проходил в Отдельном саперном батальоне 1-го стрелкового корпуса в г. Псков. В 1936—1939 годах учился в аспирантуре при кафедре геодезии ЛГИ, в 1939 году защитил кандидатскую диссертацию под руководством К. А. Звонарева. В 1940 году получил ученое звание доцента по кафедре геодезии.
В мае 1940 года по мобилизации ЦК ВКП(б) направлен в трест «Дальстрой» НКВД СССР. В 1940—1947 годах работал на Колыме, возглавляя топографо-геодезическую службу треста, осуществлявшую работы по всей территории северо-востока СССР. По ходатайству ЛГИ в мае 1947 года вернулся на научно-преподавательскую деятельность.
В 1947—1978 годах научная деятельность Л. Н. Келля была связана с Ленинградским горным институтом. В 1954 году защитил докторскую диссертацию по теме «Узловые точки в фотограмметрии». В 1955 году утвержден в ученом звании профессора по кафедре геодезии. В 1955 году становится заместителем директора ЛГИ по учебной работе, в 1962 году избирается ректором ЛГИ. В этой должности он пробыл до апреля 1978 года, покинув её по состоянию здоровья. Параллельно в 1963—1968 годах заведовал кафедрой геодезии ЛГИ. В 1971 году инициировал создание кафедры высшей геодезии и фотограмметрии, которой заведовал в 1971—1978 годах. Был инициатором создания и первым руководителем фотограмметрической лаборатории съемки открытых горных работ Всесоюзного научно-исследовательского института горной геомеханики и маркшейдерского дела (1947—1956). Избирался вице-президентом национального фотограмметрического комитета.
Читал курсы дисциплин в области общей геодезии, высшей геодезии, астрономии, картографии, фотограмметрии и аэротопографии.
Член КПСС с 1948 года, депутат Ленинградского городского Совета депутатов трудящихся (1962—1966), член Василеостровского райкома КПСС (1963—1973).

Могила Л. Н. Келля на Богословском кладбище Санкт-Петербурга.

## Награды
- Заслуженный деятель науки и техники РСФСР;
- Орден Ленина (1961);
- Орден Октябрьской Революции (1971);
- медаль «За трудовую доблесть» (1942);
- медаль «За трудовое отличие» (1944);
- знак «Шахтерская слава» II степени (1972);
- знак «Отличник геодезии и картографии» (1972).

## Научные и учебные труды
Автор 28 научных работ в области инженерной геодезии и применения фотограмметрии в горном деле.
- Указания по использованию геометрических и геодезических свойств аэрофотоматериалов для геологического картирования (1950, совместно с Н.Г. Келлем);
- Руководство по топографической съёмке стереофотограмметрическим способом в масштабе 1:5000 (1952, совместно с С. В. Чистяковым);
- Методические указания по наземной стереофотограмметрической съемке карьеров (1957, совместно с С. В. Чистяковым, Е. Л. Аствацатуровым, С. А. Филатовым);
- Фотограмметрия (учебник) — М.: Недра, 1989 (совместно с Ю. Н. Корниловым, Е. В. Пономаревым, И. А. Черкасовым).